# 铁门关市
铁门关市（維吾爾語：باشئەگىم شەھىرى‎）是中华人民共和国新疆维吾尔自治区直辖的县级市。铁门关市由库尔勒市析置，与新疆生产建设兵团第二师实行“师市合一”的管理模式，位於巴音郭楞蒙古自治州境內，市政府驻博古其镇兴疆路1号。

## 历史
“铁门关市”取名于中国古代二十六名关之一的“铁门关”。因库尔勒古迹铁门关而得名。在设市之前为新疆生产建设兵团农二师二十八团、二十九团、三十团场。
2012年12月17日，国务院签署《关于同意新疆维吾尔自治区设立县级铁门关市的批复》。12月29日，铁门关市正式挂牌成立。2016年1月9日，新疆维吾尔自治区人民政府同意设立铁门关市博古其镇、双丰镇。
2020年1月，经国务院批准，将巴音郭楞蒙古自治州和静县、焉耆回族自治县、博湖县、和硕县、若羌县、且末县部分划归铁门关市管辖。2020年4月30日，第二师铁门关市南屯镇、河畔镇、高桥镇、天湖镇、开泽镇、米兰镇、金山镇挂牌成立。2021年1月，经兵团批准，铁门关市设立河畔镇、高桥镇、天湖镇、开泽镇、米兰镇、金山镇、南屯镇、迎宾街道办事处。2024年5月，经国务院批准，将巴音郭楞蒙古自治州和静县、焉耆回族自治县、博湖县、尉犁县、且末县部分行政区域划归铁门关市管辖。

## 人口
2020年末，根據第七次全國人口普查統計數字顯示：鐵門關市常住人口為104746人。

## 地理经济
铁门关地处天山南边，塔里木盆地东部，是天山南边和昆仑山北坡交汇的交通要冲。
2019年，铁门关市实现生产总值182.16亿元人民币，其中第一产业增加值53.94亿元人民币，第二产业增加值61.62亿元人民币，第三产业增加值66.6亿元人民币。人均生产总值78663元人民币。

## 行政区划
第二师铁门关市下辖1个街道办事处、9个镇、1个类似乡级单位的经济技术开发区：
迎宾街道、河畔镇、高桥镇、天湖镇、博古其镇、双丰镇、米兰镇、金山镇、南屯镇、开泽镇、铁门关市经济技术开发区。
| 区划代码     | 鎮、街道               | 政府駐地                  | 备注                                           |
| ------------ | ---------------------- | ------------------------- | ---------------------------------------------- |
| 659006001000 | 迎宾街道               | 迎宾大道河北花苑小区1号楼 |                                                |
| 659006100000 | 博古其镇               | 人民路1号                 | 与二十九团（含二十八团）实施团镇合一           |
| 659006101000 | 双丰镇                 | 锦绣路1号                 | 与三十团实施团镇合一                           |
| 659006102000 | 河畔镇                 | 军垦路3号                 | 与二十二团（含二十三团）实施团镇合一           |
| 659006103000 | 高桥镇                 | 振兴路1号                 | 与二十四团实施团镇合一                         |
| 659006104000 | 天湖镇                 | 天河路51号                | 与二十七团（含二十六团）实施团镇合一           |
| 659006105000 | 开泽镇                 | 前进路1号                 | 与二二三团实施团镇合一                         |
| 659006106000 | 米兰镇                 | 光明路88号                | 与三十六团实施团镇合一，2017年10月由第四师代管 |
| 659006107000 | 金山镇                 | 团结路1号                 | 与三十七团实施团镇合一                         |
| 659006108000 | 南屯镇                 | 昆仑路2号                 | 与三十八团实施团镇合一                         |
| 659006501000 | 铁门关市经济技术开发区 |                           |                                                |

## 註解
1. ↑  2021年1月对外公布